# Paul Cretzoiu
Paul Cretzoiu (25 de diciembre de 1909, Bucarest - 16 de enero de 1946, Bucarest) fue un botánico, liquenólogo, micólogo, pteridólogo, y briólogo rumano.
Fue profesor en la Universidad de Bucarest, y miembro de la Academia Rumana.

## Algunas obras

### Libros
- paul Cretzoiu. 1941. Conspectul Lichenilor Pyrenocarpi Din Romania: (an Incomplete Photocopy of the Work in Stockholm Museum Library, Containing Only the Pages which Have New Taxa Or Combinations).

- -------------------. 1941. Flora lichenilor folioşi şi fruticuloşi epidendri şi epixili din România. Referate 47, comunicări // Institutul de Cercetări şi Experimentatie Forestieră. 92 pp.

- -------------------. 1939. Licheni colectaţi de E. I. Nyárády ; Flechten, gesammelt von E. I. Nyárády. 5 pp.

- -------------------. 1936. Quelques lichens intéressants de Roumanie. 4 pp.

- -------------------. 1935. Notă asupra câtorva plante din pădurile județului Durostor: De Paul Cretzoiu și Jan Neuwirth

- -------------------. 1933. Neue beiträge zur flechtenflora von Rumänien. 12 pp.

- La abreviatura «Cretz.» se emplea para indicar a Paul Cretzoiu como autoridad en la descripción y clasificación científica de los vegetales.[2]